# Форман, Лайонел
Лайонел Фо́рман (Формен, англ. Lionel Forman; 25 декабря 1927, Йоханнесбург — 19 октября 1959, Кейптаун) — южноафриканский деятель коммунистического движения, историк, журналист и публицист.

## Биография
Учился в Кейптаунском и Витватерсрандском (Йоханнесбург) университетах. В студенческие годы был одним из лидеров южноафриканского левого студенческого движения Южной Африки.
В 1950 году был избран в Исполком Национального союза студентов Южно-Африканского Союза, делегацию которого возглавлял на Конгрессе Международного союза студентов (МСС) в Варшаве. Войдя в состав Исполкома и этого студенческого союза, в течение двух лет (1952—1954) работал в отделе печати штаб-квартиры МСС в Праге (Чехословакия).
В 1952 году женился на Сэди Форман, своей подруге и единомышленнице тоже из числа еврейских иммигрантов. Супруги Лайонел и Сэди Форманы были активными членами Коммунистической партии Южной Африки. У них было трое детей — Карл, Фрэнк и Сара, родившиеся до того, как Лайонел умер в 1959 году.
Вернувшись на родину в начале 1954 года, практиковал в качестве адвоката, но основной деятельностью Формана оставалась публицистика в прогрессивной прессе: он стал редактором еженедельников «Advance» («Адванс») и (после его запрета) «New Age» («Нью эйдж»).
В декабре 1956 года в числе 156 видных общественных деятелей, участников антирасистской борьбы был обвинён в «государственной измене». Находясь под судом, умер в кейптаунской больнице умер в результате тяжёлой болезни сердца. Непосредственной причиной ранней (в возрасте неполных 32 лет) смерти во время процесса были осложнения после операции на сердце, проведенной Кристианом Барнардом.
Смерть помешала Форману закончить работу по истории народов Южной Африки. Как историк-марксист, он был для Южной Африки пионером, одним из первых пытавшийся осмыслить важнейшие проблемы истории ЮАР с марксистских позиций, однако его исторические труды невелики по объему — это статьи и очерки, публиковавшиеся в журналах, газетах и отдельными брошюрами (некоторые — посмертно).
Его собрание сочинений вышло в 1992 году под редакцией его вдовы Сэди Форман и Андре Одендаля. Сэди также написала биографию своего мужа — «Лайонел Формен: Жизнь слишком коротка» (Lionel Forman: A Life Too Short, 2008).

## Сочинения
- Chapters in the history of the march to freedom, Cape Town, 1959.
- Black and white in S. A. history (Lionel Forman anniversary booklet. From the notebooks of Lionel Forman), Cape Town, 1960.
- Why did Dingane kill Retief and other extracts from his history notebooks, Cape Town, 1964.

Русский перевод
- Формэн Л. Процесс о государственной измене в Южно-Африканском Союзе, М., 1959 (совм. с С. Саксом).